# Forever Never
Forever Never  é uma banda britânica de nu metal formada em 2004 na cidade de Essex.
Depois de lançar dois álbuns e um EP de covers, eles fizeram uma pausa em 2012, e o retorno se deu em 2015.

## Integrantes

### Formação atual
- Renny Carroll – vocal
- Jack Mackrill – guitarra rítmica
- George Lenox – guitarra solo
- Kevin Yates – baixo
- Sam Curtis – bateria

### Ex-membros
- Mike Row – bateria
- Chris Ransom – guitarra
- Sam Machin – guitarra

## Discografia
Álbuns de estúdio
- 2006: Aporia
- 2009: Forever Never

EP's
- 2007ː Empty Promisses
- 2010ː I Can't Believe It's Not Metal